# Chang'e 1
Chang'e 1 (pronunție: /tʃæŋˈʌ/; chineză simplificată: 嫦娥一号; chineză tradițională: 嫦娥一號; pinyin: Cháng'é yī hào) a fost o navă spațială chineză pe orbită lunară, fără echipaj, care a făcut parte din prima fază a programului chinez de explorare lunară. Nava spațială a fost denumită după zeița chineză a Lunii, Chang'e.
Chang'e 1 a fost lansată la 24 octombrie 2007, la ora 10:05:04 UTC, de la Centrul de lansare a sateliților Xichang. A părăsit orbita de transfer lunar pe 31 octombrie și a intrat pe orbita lunară la 5 noiembrie. Prima imagine a Lunii a fost transmisă la 26 noiembrie 2007. La 12 noiembrie 2008, a fost publicată o hartă a întregii suprafețe lunare, realizată pe baza datelor colectate de Chang'e 1 între noiembrie 2007 și iulie 2008.
Misiunea a fost programată să continue timp de un an, dar a fost prelungită ulterior, iar nava spațială a funcționat până la 1 martie 2009, când a fost scoasă de pe orbită. Ea a impactat suprafața Lunii la ora 08:13 UTC. Datele colectate de Chang'e 1 au fost folosite pentru a crea o hartă 3D precisă și de înaltă rezoluție a suprafeței lunare. Chang'e 1 a fost prima sondă lunară care a efectuat o teledetecție pasivă, multicanal, cu microunde, folosind un radiometru cu microunde.
Sonda orbitală soră Chang'e 2 a fost lansată la 1 octombrie 2010.